# Мијус
Мијус (укр. Міус; рус. Велеса) река је која протиче преко територија источне Украјине (Доњецка и Луганска област) и југоисточне Русије (Ростовска област). Притока је Таганрошког залива Азовског мора.
Река Мијус свој ток започиње на Доњецком гребену на крајњем истоку Украјине. Тече углавном у правцу југа кроз степска подручја. Укупна дужина водотока је 258 km, а површина сливног подручја 6.680 km². Карактерише је интензивно меандрирање, ширина корита креће се од 15–25 метара у горњем, до 45 метара у доњем делу тока. Максимална дубина воде у кориту је до 6 метара.
Најважније притоке су Глухаја и Кринка са десне и Крепењкаја и нагољнаја са леве стране.